# Blackburn Rovers Football Club
O Blackburn Rovers Football Club é um clube de futebol inglês fundado em 1875 na cidade de Blackburn. 
Em 1888 se tornou um dos membros fundadores do Campeonato Inglês e em 1890 mudou-se para seu estádio próprio em Ewood Park. 
A maioria dos sucessos do time se deu antes da década de 1930, época na qual o clube venceu a Liga e a FA Cup várias vezes. 
Seus melhores resultados recentes foram o o título inglês de 1994/1995, o vice em 1993/1994, e o da Copa da Liga de 2002.
Atualmente disputa a EFL Championship, equivalente à segunda divisão nacional.

## Histórico

### Primeiros anos
O clube foi fundado após uma reunião no Leger Hotel, em Blackburn, em 5 de novembro de 1875. A reunião foi organizada por dois jovens, John Lewis e Arthur Constantine, dois veteranos da Shrewsbury School. O objetivo da reunião era "discutir a possibilidade de formar um clube de futebol para jogar sob as regras da Associação". A primeira partida disputada pelo Blackburn Rovers foi realizada em Church, Lancashire, em 18 de dezembro de 1875, e terminou empatada em 1 a 1.

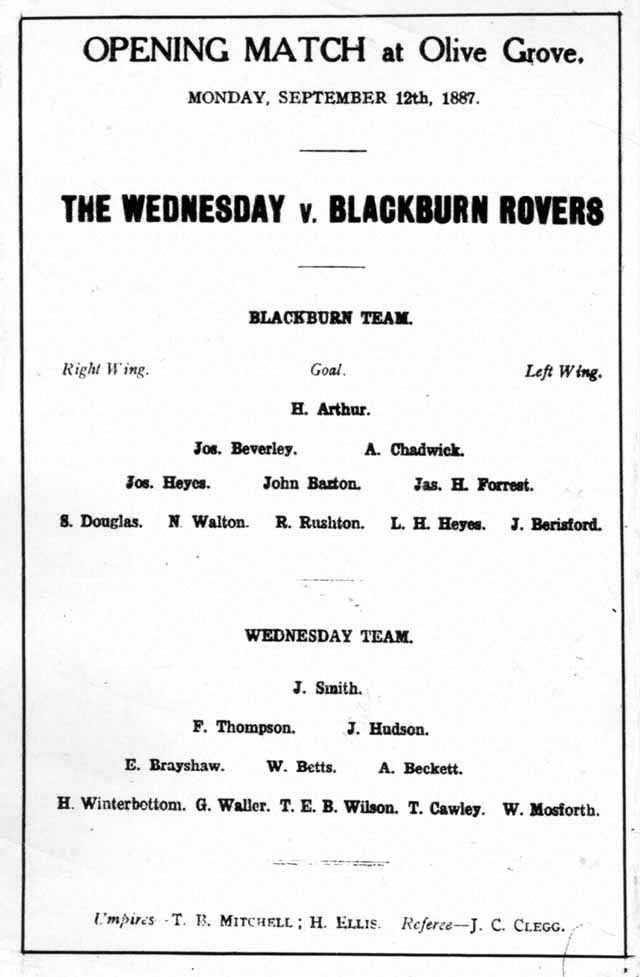
Folheto anunciando um jogo do Blackburn Rovers em 12 de setembro de 1887 contra o "The Wednesday" em Olive Grove.

Em 28 de setembro de 1878, o Blackburn Rovers se tornou um dos 23 clubes que formaram a Lancashire Football Association. Em 1º de novembro de 1879, o clube disputou a FA Cup pela primeira vez, vencendo o Tyne Association Football Club por 5 a 1. O Rovers acabou sendo eliminado da competição na terceira rodada, depois de sofrer uma pesada derrota por 6 a 0 para o Nottingham Forest.
Em 25 de março de 1882, o clube venceu a final da FA Cup contra o Old Etonians. O Blackburn Rovers foi o primeiro time da província a chegar à final, mas o resultado foi uma derrota por 1 a 0 para o Old Etonians.
O Rovers finalmente venceu a FA Cup em 29 de março de 1884, com uma vitória por 2 a 1 sobre o time escocês Queen's Park. Os mesmos times disputaram a final da FA Cup novamente na temporada seguinte, com o Blackburn Rovers saindo vitorioso, com um placar de 2 a 0. O Rovers repetiu esse sucesso mais uma vez na temporada seguinte, vencendo o replay da final por 2 a 0 contra o West Bromwich. Por essas três vitórias consecutivas na Copa da Inglaterra, o clube recebeu um escudo de prata especialmente encomendado.
A temporada de 1885–86 foi quando o jogador de futebol se tornou um profissional legal, e o Blackburn Rovers gastou £615 em salários de jogadores para a temporada.

### Início da Football League
O Blackburn Rovers foi membro fundador da Football League em 1888.
Em 1890, o Blackburn Rovers chegou novamente à final da FA Cup em 29 de março de 1890, no Kennington Oval. O clube conquistou o troféu pela quarta vez, ao derrotar o Sheffield Wednesday por um expressivo 6 a 1, com o atacante esquerdo William Townley marcando três gols e tornando-se o primeiro jogador a marcar três gols na final da FA Cup.
Na temporada 1890–91, o Blackburn Rovers venceu a FA Cup pela quinta vez, contra o Notts County, com uma vitória por 3 a 1. Na temporada 1897–98, o clube foi 1897–98, mas foi eleito de volta para a primeira divisão na AGM da Football League, juntamente com o Newcastle United. A temporada, no entanto, marcou o início da associação de 45 anos de Bob Crompton com o clube, tanto como jogador quanto como técnico vencedor da FA Cup.

### Início do século XX
O Blackburn Rovers continuou a enfrentar dificuldades nos primeiros anos do século XX, mas os resultados começaram a melhorar gradualmente. Grandes reformas foram feitas no Ewood Park: em 1905, o Darwen End foi coberto a um custo de £1680 e a nova Nuttall Stand foi inaugurada no dia de Ano Novo de 1907. Durante as três primeiras décadas do século XX, o Blackburn Rovers ainda era considerado um dos melhores times da liga inglesa. Eles foram campeões da First Division em 1911–12 e 1913–14, e vencedores da Copa da Inglaterra em 1927–28 com uma vitória por 3 a 1 contra o Huddersfield Town, mas a vitória na Copa da Inglaterra foi seu último grande troféu por quase 70 anos.

### Meados do século XX
O Blackburn Rovers manteve uma posição respeitável no meio da tabela da First Division até ser finalmente rebaixado (junto com o Aston Villa) da primeira divisão (pela primeira vez desde a fundação da liga) na temporada 1935–36.
Quando a liga foi retomada após a guerra, o Blackburn Rovers foi rebaixado em sua segunda temporada (1947–48). Nessa época, começou a tradição de enterrar um caixão. O clube permaneceu na segunda divisão durante os dez anos seguintes. Após a promoção em 1958, o clube voltou à posição intermediária que ocupava no início do século. Durante esse período, o clube raramente se empenhou seriamente em conquistar um troféu importante, embora tenha chegado à final da FA Cup de 1960 quando era dirigido pelo escocês Dally Duncan. O Rovers perdeu essa partida por 3 a 0 para o Wolverhampton Wanderers depois de jogar a maior parte do jogo com apenas 10 homens em campo após a contusão de Dave Whelan, que quebrou uma perna.
Houve breves esperanças de um retorno à glória na temporada de 1963–64, quando uma notável vitória fora de casa por 8 a 2 sobre o West Ham United, no leste de Londres, no Boxing Day, levou o time ao topo da liga. No entanto, a liderança da liga durou pouco e eles terminaram a temporada um pouco abaixo na tabela, já que o título foi conquistado pelo time do Liverpool, que conquistaria mais 12 títulos da liga nos 26 anos seguintes, enquanto a sorte do Blackburn tomou um rumo muito diferente. O time foi rebaixado da First Division em 1965–66 e começou um exílio de 26 anos da divisão principal.

### Décadas de 1970 e 1980
Durante a década de 1970, o Blackburn Rovers oscilou entre a Second e a Third Division, conquistando o título da Third Division em 1974–75, mas nunca conseguiu ser promovido para a First Division, apesar dos esforços de sucessivos treinadores para colocar o clube de volta nos trilhos, e caiu novamente para a Third Division em 1978–79. O time foi vice-campeão da Third Division em 1979–80 e, com exceção de uma temporada na League One em 2017–18, permaneceu nos dois níveis superiores da liga inglesa desde então. Uma segunda promoção consecutiva quase foi alcançada no ano seguinte, mas o clube perdeu por causa do saldo de gols, e o técnico Howard Kendall, vencedor da promoção, mudou-se para o Everton naquele verão. O sucessor de Kendall, Bobby Saxton, só conseguiu terminar no meio da tabela nas três temporadas seguintes, depois quase conseguiu a promoção na temporada 1984–85, mas um final ruim no ano seguinte (apenas uma posição acima do rebaixamento), seguido por um início abismal na temporada 1986–87, custou o emprego de Saxton.
Saxton foi substituído por Don Mackay, que levou o time a um bom resultado naquela temporada e também à vitória na Full Members Cup. Nas três temporadas seguintes, Mackay restabeleceu o Rovers como candidato à promoção, mas o time não conseguiu ser promovido em todas as ocasiões; o mais próximo que chegaram foi em 1988–89, quando chegaram à final dos play-offs da Second Division em sua última temporada no formato de duas partidas de ida e volta - mas perderam para o Crystal Palace. Uma derrota nas semifinais dos play-offs da Second Division de 1990 trouxe mais frustração ao Ewood Park, mas na temporada seguinte o clube foi adquirido pelo proprietário de uma siderúrgica local e torcedor de longa data Jack Walker (1929–2000).

### Anos 1990
Após a aquisição por Walker, o Rovers terminou em 19º lugar na Second Division no final da temporada de 1990-91, mas o novo proprietário havia disponibilizado milhões de libras para gastar com novos jogadores e nomeou Kenny Dalglish como técnico em outubro de 1991. O Rovers garantiu a promoção para a nova FA Premier League no final da temporada de 1991–92 como vencedor dos play-offs, encerrando 26 anos fora da primeira divisão.
O Rovers ganhou as manchetes no verão de 1992 ao pagar uma taxa recorde inglesa de £3,5 milhões pelo centroavante Alan Shearer, do Southampton e da Inglaterra, de 22 anos. Depois de terminar em quarto lugar em 1992–93 e ser vice-campeão em 1993–94, o time conquistou o título da Premier League em 1994–95. A disputa pelo título foi até o último jogo da temporada, mas, apesar de o Rovers ter perdido para o Liverpool, o Manchester United apenas empatou com o West Ham, e consequentemente o título foi conquistado pelos Rovers com diferença de apenas um ponto do vice-campeão.
Kenny Dalglish subiu para o cargo de diretor de futebol no final da temporada vencedora da Premier League e entregou as rédeas ao seu assistente Ray Harford. O Blackburn Rovers teve um início ruim na temporada de 1995–96 e ficou na metade inferior da tabela durante a maior parte da primeira metade da temporada. O Rovers também teve dificuldades na Liga dos Campeões e terminou em último lugar em seu grupo, com apenas quatro pontos.
Um início ruim na campanha da 1996–97 fez com que Harford pedisse demissão no final de outubro, com o clube na lanterna da divisão, sem ter vencido nenhum dos dez primeiros jogos. O rebaixamento parecia uma possibilidade real, apenas duas temporadas depois de vencer a liga. Depois de uma tentativa frustrada de trazer Sven-Göran Eriksson como técnico, Tony Parkes, técnico de longa data, assumiu o cargo de técnico pelo resto da campanha, conduzindo o time por pouco à sobrevivência. Naquele verão, o cargo de técnico foi assumido por Roy Hodgson, que se juntou ao clube vindo da Inter de Milão. A vaga da Copa da UEFA foi garantido com um 6º lugar. No entanto, o Rovers teve um início ruim na campanha de 1998–99 e Hodgson foi demitido em dezembro, menos de uma hora depois de uma derrota em casa por 2 a 0 para o Southampton, time da parte de baixo da tabela, resultado que colocou o Rovers na zona de rebaixamento. Ele foi substituído como técnico por Brian Kidd. No entanto, Kidd não conseguiu salvar o Rovers do rebaixamento.

### Anos 2000
Em 1999–2000, o Rovers começou a temporada como favorito à promoção, mas com o clube pairando logo acima da zona de rebaixamento da Division One, Brian Kidd foi demitido em outubro e substituído em março por Graeme Souness. Jack Walker faleceu logo após o início da temporada 2000–01, e o clube dedicou seu desafio de promoção em memória de seu benfeitor. O clube retornou à Premier League após uma temporada muito melhor, terminando em segundo lugar, atrás do Fulham.
Em 2001–02, o recorde de contratações Andy Cole foi comprado por £8 milhões, e o Rovers venceu sua primeira Copa da Liga ao derrotar o Tottenham Hotspur por 2 a 1 no Millennium Stadium, em Cardiff, com Cole marcando o gol da vitória aos 69 minutos do segundo tempo. Na temporada seguinte, o Rovers terminou em sexto lugar e se classificou para a Copa da UEFA pela segunda temporada consecutiva. Souness saiu logo após o início de 2004–05 para assumir o comando do Newcastle United, e foi substituído pelo técnico da Seleção Galesa, Mark Hughes. Hughes garantiu a sobrevivência do Rovers na Premier League na temporada 2004–05, bem como uma semifinal da FA Cup contra o Arsenal, com o Rovers terminando em 15º lugar mais uma vez. Ele levou a equipe ao sexto lugar na temporada seguinte e à terceira classificação do Rovers para competições europeias em cinco anos.
O Rovers chegou à semifinal da FA Cup de 2006–07, mas perdeu para o Chelsea na prorrogação, e terminou o campeonato daquela temporada em décimo lugar, classificando-se para a Copa Intertoto, o que levou a uma curta participação na Copa da UEFA de 2007–08. Em maio de 2008, Mark Hughes deixou o Blackburn Rovers para assumir a vaga no Manchester City. Ele foi substituído por Paul Ince, cujo primeiro trabalho foi persuadir alguns dos jogadores em ascensão a permanecerem, com Archie Knox entrando como seu assistente. O período de Ince no comando começou bem, mas após uma sequência de onze jogos sem vitória, ele foi demitido em dezembro de 2008. Sam Allardyce foi nomeado como substituto de Ince e, em 2009–10, ele levou a equipe ao décimo lugar e à semifinal da Copa da Liga.

### A partir de 2010
Em novembro de 2010, a empresa indiana V H Group comprou o Blackburn Rovers sob o nome de Venky's London Limited por £23 milhões. Os novos proprietários demitiram imediatamente o técnico Sam Allardyce e o substituíram pelo treinador do time principal, Steve Kean, inicialmente em caráter temporário, mas em janeiro de 2011 ele recebeu um contrato de tempo integral até junho de 2013.  A nomeação de Kean foi cercada de controvérsias, pois seu agente Jerome Anderson havia desempenhado um papel importante na assessoria à Venky's durante a aquisição do clube nos meses anteriores.
Em dezembro de 2011, o Blackburn Rovers registrou um prejuízo anual antes dos impostos de £18,6 milhões para o ano que terminou em 30 de junho de 2011. Apesar disso, os proprietários do Blackburn Rovers deram garantias sobre a continuidade do financiamento do clube, mesmo que ele fosse rebaixado.
Em 7 de maio de 2012, o Blackburn foi rebaixado para a Championship depois de ser derrotado em casa pelo Wigan Athletic na penúltima rodada da temporada, encerrando a passagem de onze anos na Premier League. No início da temporada 2012–13, os proprietários deram a Kean a chance de ganhar a promoção e ele manteve seu emprego como técnico. No entanto, a pressão dos torcedores, que pediam a saída do técnico há meses, acabou resultando em sua renúncia ao cargo de técnico em 29 de setembro de 2012.
Em 7 de maio de 2017, o Blackburn foi rebaixado para a League One. Em 24 de abril de 2018, o clube foi promovido de volta à segunda divisão com uma vitória por 1 a 0 sobre o Doncaster Rovers.
Nos últimos anos, o time terminou em 15º (2018–19), 11º (2019–20), 15º (2020–21), 8º (2021–22), e 7º (2022–23) na Championship.

## Estádios

### Oozehead Ground (1875–1877)
A primeira casa do Rovers foi um campo em Oozehead, na Preston New Road, a noroeste da cidade. Esse campo era uma fazenda e pertencia a um fazendeiro local; quando o Blackburn Rovers não estava usando o campo, ele era usado para pastoreio de vacas. No centro do campo havia um grande bebedouro, que nos dias de jogos era coberto com madeira e grama.

### Pleasington Cricket Ground (1877)
Devido às condições difíceis em Oozehead, o comitê achou que seria melhor jogar em um campo esportivo estabelecido. Portanto, durante a temporada de 1877, eles adquiriram o uso do campo de críquete de Pleasington, a sudoeste da cidade. O jogo foi interrompido nesse campo depois que Henry Smith, do Preston North End, morreu de ataque cardíaco enquanto jogava.

### Alexandra Meadows (1877–1881)
Ainda adotando campos de críquete, o comitê adquiriu o uso do campo do East Lancashire Cricket Club no centro da cidade, Alexandra Meadows. As fontes divergem quanto à data da primeira partida disputada pelo Rovers em Alexandra Meadows. Um programa do Clitheroe F.C. afirma que o Clitheroe foi o primeiro time a vencer o Blackburn em Alexandra Meadows, em 17 de novembro de 1877. Outras fontes indicam que a primeira partida ocorreu em 2 de janeiro de 1878, com uma vitória do Blackburn contra o Partick Thistle. Foi nesse campo que o Blackburn Rovers jogou pela primeira vez sob luz artificial contra o Accrington, em 4 de novembro de 1878.

### Leamington Road (1881–1890)
Devido à crescente demanda por futebol na região e, em particular, pelo Blackburn Rovers, o clube achou que um campo particular seria mais adequado. Portanto, em 1881, o clube mudou-se para Leamington Road, o primeiro campo construído para o Blackburn Rovers, que incluía uma arquibancada com capacidade para 700 pessoas sentadas, ao custo de £500. O primeiro jogo disputado nesse campo foi realizado em 8 de outubro de 1881 contra o Blackburn Olympic, resultando em uma vitória de 4 a 1 para o Rovers. Enquanto estava em Leamington Road e sob o comando de James Fielding, o clube ganhou três Copas da Inglaterra e foi admitido na Football League como membro fundador em 1888. No entanto, apesar do sucesso do clube, ele teve que deixar Leamington Road devido ao aumento dos custos do aluguel.

### Ewood Park (1890–presente)
Construído em abril de 1882 como Ewood Bridge. O campo era um local esportivo para todos os fins, com futebol, atletismo e corridas de cães. O comitê do Blackburn Rovers achou que esse era o local ideal para o clube, depois de já ter disputado vários jogos no local em 1882. O primeiro jogo disputado no novo Ewood Park foi em 13 de setembro de 1890, contra o Accrington. O empate em 0 a 0 foi assistido por 10.000 pessoas e, em 31 de outubro de 1892, foram instaladas luzes artificiais. O Ewood fica às margens do Rio Darwen, em Blackburn, Lancashire.

#### Incidente terrorista de 1913
Em 1913, foi feita uma tentativa de destruir o terreno. Como parte da campanha sufragista de bombardeios e incêndios criminosos, os suffragettes realizaram uma série de bombardeios e incêndios criminosos em todo o país para divulgar sua campanha pelo sufrágio feminino. Em novembro de 1913, as suffragettes tentaram incendiar a arquibancada do Ewood Park, mas não conseguiram. No mesmo ano, as suffragettes conseguiram incendiar o estádio do Arsenal, na época no sul de Londres, e também tentaram incendiar o campo do Preston North End. Esportes tradicionalmente mais masculinos foram visados para protestar contra o domínio masculino.

## Torcedores e rivalidades
Os torcedores do Blackburn Rovers formaram vários fã-clubes relacionados ao time, e quase todos eles estão parcialmente focados em facilitar as viagens ao Ewood Park. Os jogos do Rovers em casa tiveram um bom comparecimento em termos de porcentagem da população de Blackburn durante os anos 2000, com uma média de público de cerca de 25.000 pessoas, o que equivale a aproximadamente um quarto da população de Blackburn (cerca de 100.000). O fanzine de longa duração dos torcedores chama-se 4,000 Holes.
Clement Charnock e seu irmão Harry eram torcedores do Blackburn Rovers que introduziram o futebol na Rússia na década de 1880.
Os principais rivais do Blackburn são o Burnley, com quem disputam o East Lancashire derby. Outros rivais do Rovers são o Preston North End, o Bolton Wanderers e o Wigan Athletic, todos muito próximos.

## Títulos
| NACIONAIS | NACIONAIS                                  | NACIONAIS | NACIONAIS                                             |
|           | Competição                                 | Títulos   | Temporadas                                            |
| --------- | ------------------------------------------ | --------- | ----------------------------------------------------- |
|           | Campeonato Inglês                          | 3         | 1911–12, 1913–14 e 1994–95                            |
|           | Copa da Inglaterra                         | 6         | 1883–84, 1884–85, 1885–86, 1889–90, 1890–91 e 1927–28 |
|           | Copa da Liga Inglesa                       | 1         | 2001–02                                               |
|           | Supercopa da Inglaterra                    | 1         | 1912                                                  |
|           | Campeonato Inglês - 2ª Divisão             | 1         | 1938–39                                               |
|           | Campeonato Inglês - 2ª Divisão (Play-offs) | 1         | 1992                                                  |
|           | Campeonato Inglês - 3ª Divisão             | 1         | 1974–75                                               |
|           | Copa de Membros Ingleses                   | 1         | 1986–87                                               |
| TOTAL     |                                            |           |                                                       |
|           | Conquistas                                 | Títulos   | Categorias                                            |
|           | Títulos oficiais                           | 15        | 15 Nacionais                                          |

## Campanhas de destaque
- Campeonato Inglês: vice-campeão em 1993–94
- Copa da Inglaterra: vice-campeão em 1881–82 e 1959–60
- Supercopa da Inglaterra: vice-campeão em 1928, 1994 e 1995
- Campeonato Inglês - 2ª Divisão: vice-campeão em 1957–58 e 2000–01
- Campeonato Inglês - 3ª Divisão: vice-campeão em 1979–80 e 2017–18